# 106 (getal)
106, honderdzes, is het natuurlijke getal volgend op 105 en voorafgaand aan 107.

## Overig
106 is ook:
- het jaar 106 v.Chr. of het jaar 106.
- het atoomnummer van het scheikundig element Seaborgium (Sg)
- een waarde uit de E-reeks E192